# LSV Markersdorf
LSV Markersdorf – austriacki klub piłkarski, mający siedzibę w mieście Markersdorf an der Pielach, na wschodzie kraju, działający w latach 1939–1944.

## Historia
Chronologia nazw:
- 1939: Luftwaffensportverein (LSV) Markersdorf/Pielach
- 1944: klub rozwiązano

Klub sportowy LSV Markersdorf został założony w miejscowości Markersdorf an der Pielach w 1939 roku i reprezentował lotnictwo wojskowe. Początkowo zespół grał w niższych klasach mistrzostw Dolnej Austrii. W sezonie 1941/42 zdobył tytuł mistrza 1. Klasse Niederdonau, które odbywały się systemem pucharowym. W finale pokonał 5:3 1. Wiener Neustädter SC, ale potem w turnieju playoff zajął tylko ostatnie trzecie miejsce, które nie promowało do Gauligi Donau-Alpenland. W następnym sezonie 1942/43 ponownie wygrał mistrzostwo 1. Klasse Niederdonau, w finale pokonując 3:1 RSG Wiener Neustadt, a następnie zajął pierwsze miejsce w turnieju playoff grupy I i zdobył historyczny awans do najwyższej ligi. Debiutowy sezon 1943/44 w Gauliga Donau-Alpenland zakończył na sensacyjnym szóstym miejscu, wyprzedzając kluby takie jak SK Rapid Wiedeń i Wacker Wiedeń. Jednak z powodu wojny coraz więcej zawodników musiało pełnić służbę wojskową, po czym klub musiał wycofać się z dalszych rozgrywek i po zakończeniu sezonu 1943/44 został rozwiązany. To pozwoliło klubowi Wiener SC utrzymać swoje miejsce w następnym sezonie 1944/45 na najwyższym poziomie.
Po zakończeniu II wojny światowej 5 listopada 1945 roku powstał nowy klub SC Markersdorf, który startował w sezonie 1946/47 w 2. Klasse Traisental. Potem występował w niższych ligach regionalnych mistrzostw Dolnej Austrii. W grudniu 2010 roku SC Markersdorf dołączył do Sportunion, co spowodowało również zmianę nazwy klubu w USC Markersdorf. Obecnie klub gra na siódmym poziomie w 1. Klasse West/Mitte.

## Barwy klubowe, strój
|  |  |

Klub ma barwy niebiesko-żółte. Strój jest nieznany.

## Sukcesy

### Trofea międzynarodowe
Nie uczestniczył w rozgrywkach europejskich (stan na 31-05-2019).

### Trofea krajowe
| \| \| Zdobyte trofea w rozgrywkach Austrii (stan na: 31-05-2019) \| |                                                            |      |                  |
| Rozgrywki                                                           | Osiągnięcie                                                | Razy | Sezon(y)         |
| · Mistrzostwo                                                       | I miejsce                                                  | 0    |                  |
| · Mistrzostwo                                                       | II miejsce                                                 | 0    |                  |
| · Mistrzostwo                                                       | III miejsce                                                | 0    |                  |
| · Mistrzostwo                                                       | 6.miejsce                                                  | 1    | 1943/44          |
| II liga                                                             | I miejsce                                                  | 2    | 1941/42, 1942/43 |
| II liga                                                             | II miejsce                                                 | 0    |                  |
| II liga                                                             | III miejsce                                                | 0    |                  |
| Austria                                                             | Zdobyte trofea w rozgrywkach Austrii (stan na: 31-05-2019) |      |                  |

## Poszczególne sezony

### Rozgrywki międzynarodowe

#### Europejskie puchary
Nie uczestniczył w rozgrywkach europejskich.

### Rozgrywki krajowe
| \| Austria \| Bilans występów klubu w rozgrywkach piłkarskich Austrii (Stan na 31 maja 2019 r.) \| \| |                                                                                   |        |       |   |   |   |    |    |     |           |        |        |      |
| Poziom                                                                                                | Rozgrywki                                                                         | Sezony | Mecze | Z | R | P | B+ | B– | Pkt | Lata      | Awanse | Spadki | Naj. |
| I | Gauliga Donau-Alpenland                                                           | 1      |       |   |   |   |    |    |     | 1943/44   | 0      | 0      | 6    |
| II | 1. Klasse Niederdonau                                                             | 2+     |       |   |   |   |    |    |     | 19??–1943 | 1      | 0      | 1    |
| | Puchar Austrii                                                                    | 0      |       |   |   |   |    |    |     |           | 0      | 0      |      |
| Austria                                                                                               | Bilans występów klubu w rozgrywkach piłkarskich Austrii (Stan na 31 maja 2019 r.) |        |       |   |   |   |    |    |     |           |        |        |      |

## Struktura klubu

### Stadion
Klub piłkarski rozgrywa swoje mecze domowe na stadionie Sportplatz Markersdorf w Markersdorf an der Pielach o pojemności 1000 widzów.

## Kibice i rywalizacja z innymi klubami

### Derby
- SKN St. Pölten
- Union St. Pölten